# De Vrouw 1813–1913

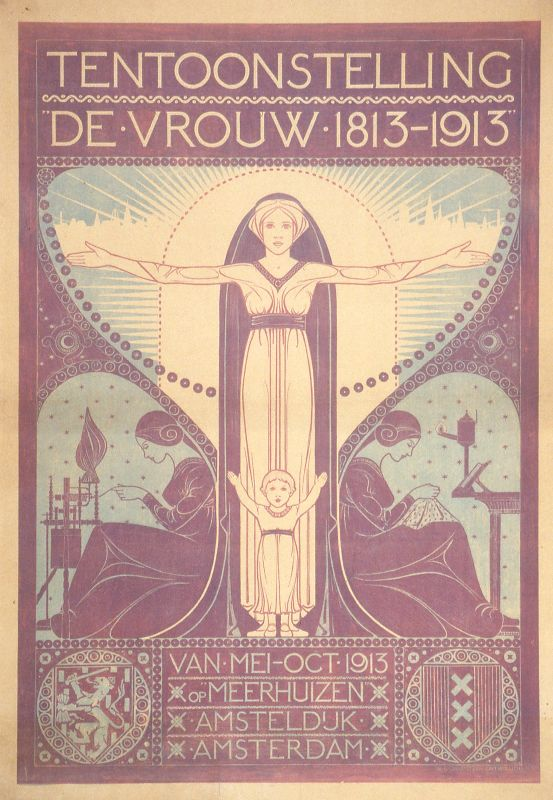
Ausstellungsplakat von Wilhelmina Drupsteen

De Vrouw 1813–1913 (dt.: Die Frau 1813–1913) war eine Ausstellung anlässlich des 100. Jahrestags der Befreiung der Niederlande von den französischen Besatzern und des Bestehens als unabhängiges Königreich (siehe Geschichte der Niederlande). Sie fand vom 2. Mai bis 30. September 1913 auf dem Gelände des Buitenplaats Meerhuizen auf dem Amsteldijk in Amsterdam statt. Sie hob die Leistungen der Frauen in dieser Zeit hervor und ihre Errungenschaften zwischen 1813 und 1913.

## Planung und Organisation
Bereits 1898 war mit der Nationale Tentoonstelling van Vrouwenarbeid in Den Haag eine Ausstellung der niederländischen Frauenbewegung zu Frauenarbeit gezeigt worden, die Impulse zur Gründung mehrerer Frauenorganisationen und -vereine gesetzt hatte. Ziel von „De Vrouw 1813–1913“ war es zu zeigen, was die Niederländerinnen in den 100 Jahren seit der Unabhängigkeit der Niederlande im Jahr 1813 erreicht hatten. Die Ausstellung zog Vergleiche zwischen dem Leben und der gesellschaftlichen Stellung von Frauen in den Jahren 1813 und 1913 in verschiedenen Bereichen wie Haushalt, Wahlrecht, Kunst, Literatur, Religion, Sozialarbeit, Sport, Frauenarbeit in den Niederlanden und den Kolonien. So sollte die bedeutende Rolle der Frauen in allen gesellschaftlichen Bereichen als Argument dienen, ihnen auch die vollen Bürgerrechte zu verleihen und ihnen nicht weiter „das Wahlrecht, die wirtschaftliche Unabhängigkeit oder den Zugang zu bestimmten Ämtern oder Berufen zu verweigern“. Die Ausstellung sollte zudem eine Möglichkeit bieten, Menschen zu erreichen, die sich mit Frauenrechten bisher nicht beschäftigt hatten, und sie von der Bedeutung des Frauenwahlrechts zu überzeugen.

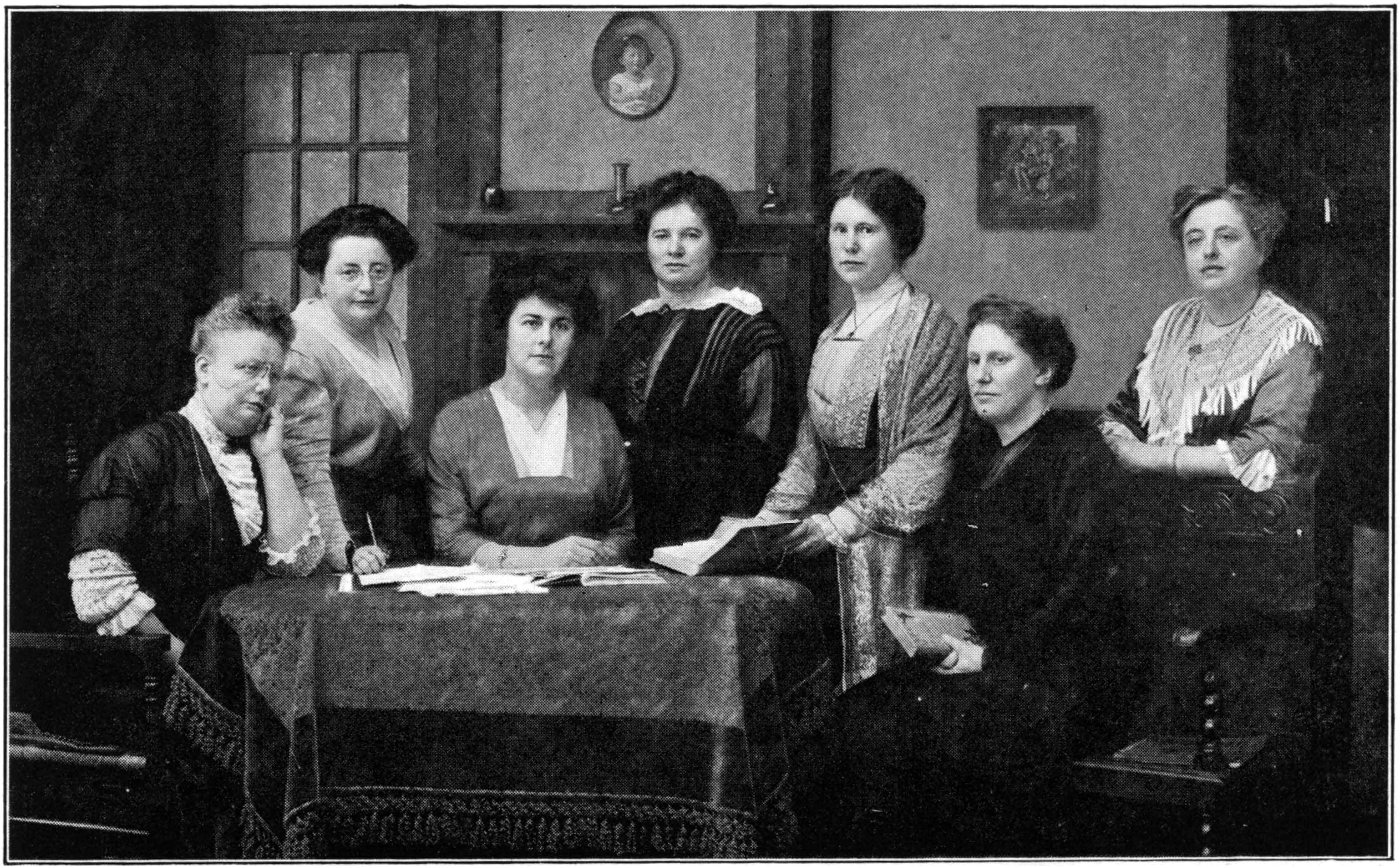
Vorstand der Ausstellung

Initiatorinnen der Ausstellung waren die Zoologin Mia Boissevain (1878–1959), die sich in der niederländischen Vereinigung für Frauenwahlrecht (Vereeniging voor Vrouwenkiesrecht, VvVK) engagierte, und die Feministin, Aktivistin für Frauenrechte und Frauenwahlrecht Rosa Manus (1881–1942). Dem Vorstand gehörten außerdem an: Jo van Buuren-Huijs, Johanna Petronella Odijk-Wouters, Louise van Eeghen, Wilhelmina Asser-Thorbecke und Geertruida van Leeuwen-van Maarseveen.
Zur Durchführung wurden 150.000 Gulden benötigt. Die niederländische Regierung förderte das Projekt mit 8.000 Gulden. Weitere Geldmittel wurden durch den Eintritt zur Ausstellung, den Verkauf von Publikationen, durch die Katalogeinnahmen von 75 Cent pro Buch und die Vermietung von Verkaufsflächen in der Galerie erwirtschaftet. Dazu kamen Spenden von Menschen, die die niederländische Frauenbewegung unterstützten.

## Die Ausstellung

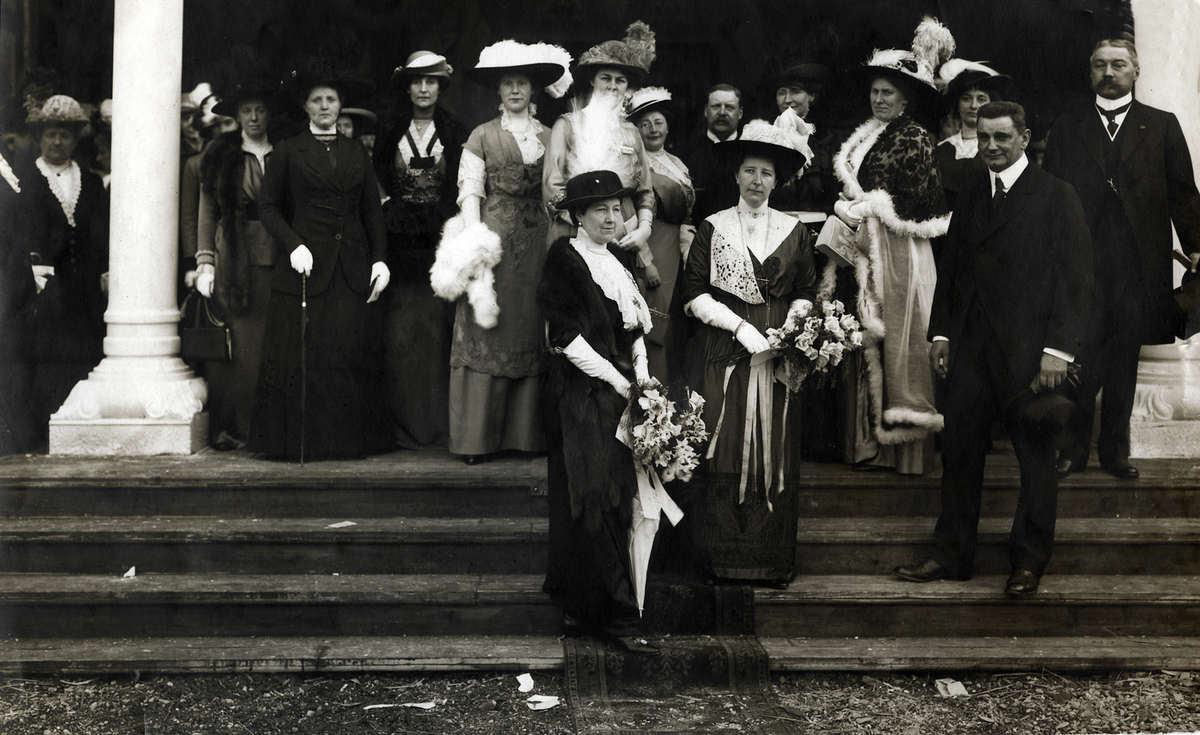
Ausstellungseröffnung
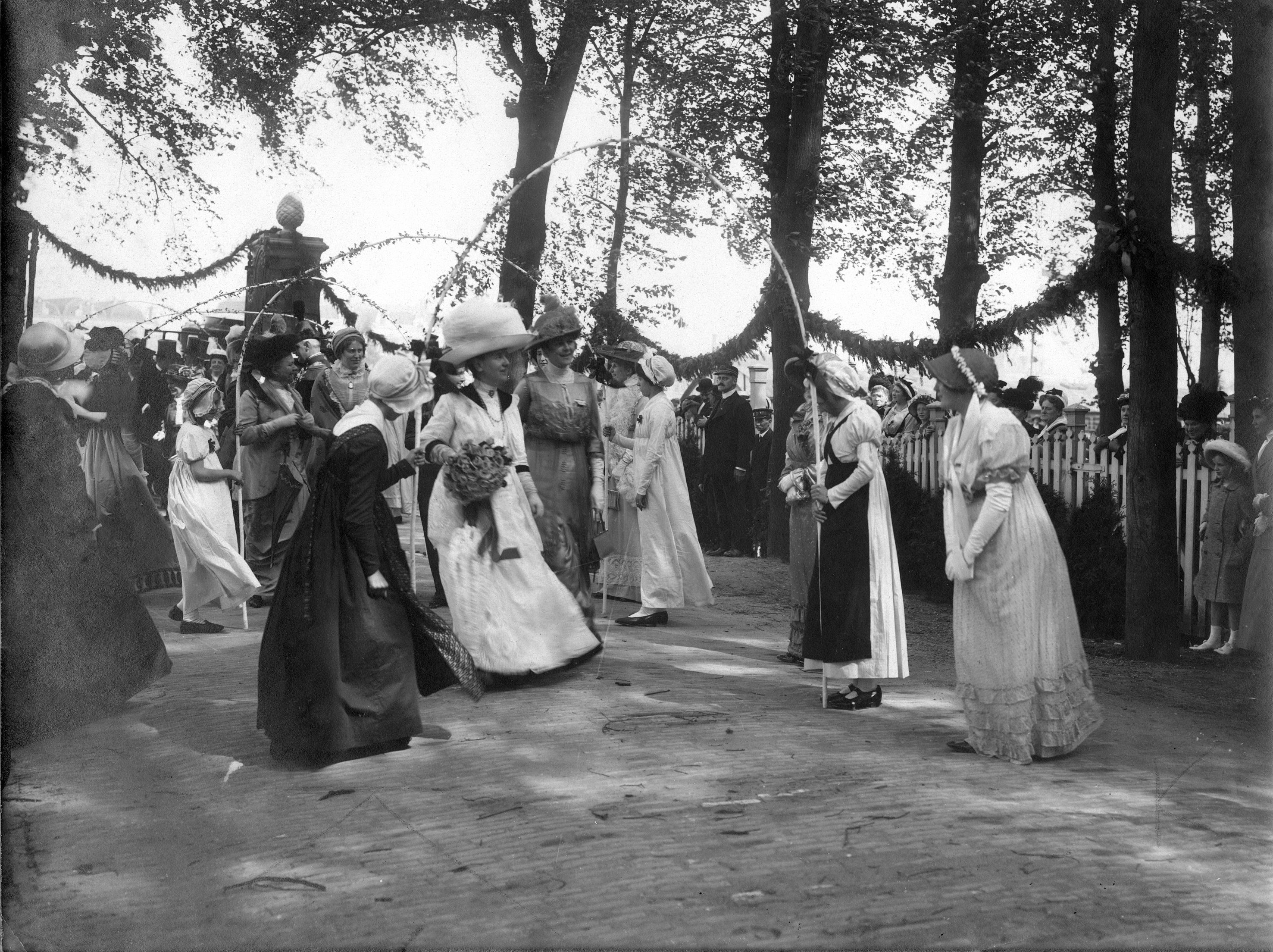
Ausstellungsgelände und Meerhuizen

Das Ausstellungsgelände am Amsteldijk in der Nähe des heutigen Meerhuizenplein im Stadtviertel Rivierenbuurt in Amsterdam-Zuid umfasste das Gehöft Meerhuizen und das umliegende Areal, auf dem Pavillons errichtet wurden. Die Ausstellung dauerte vom 2. Mai bis 1. Oktober 1913. Sie war täglich von 10 bis 21:30 Uhr geöffnet und wurde von 300.000 Menschen besucht.

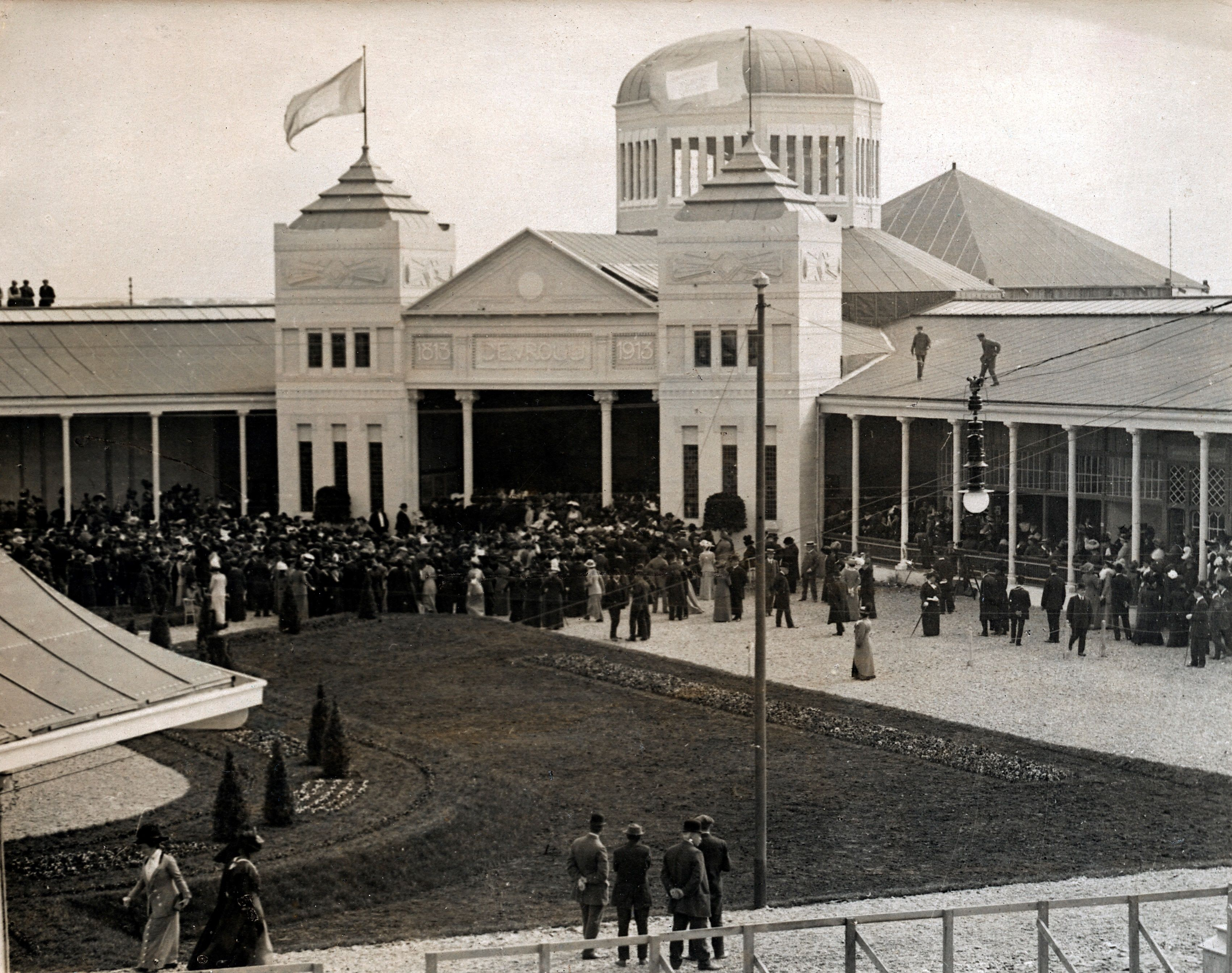
Ausstellungseröffnung
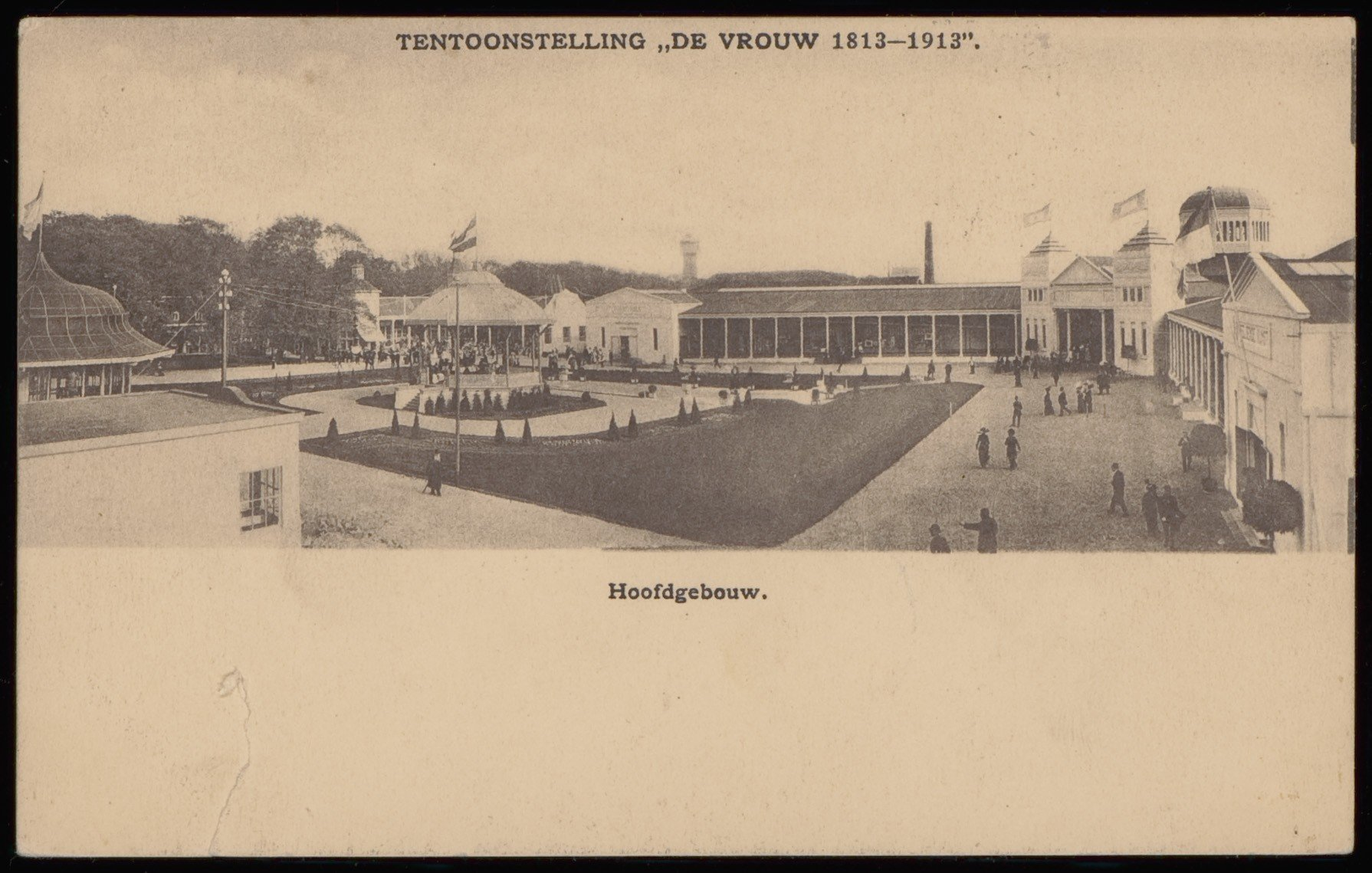
Besuch von Königin Wilhelmina

Die Eröffnung der Ausstellung am 2. Mai begann mit einer Rede der Initiatorin Mia Boissevain, bei der unter anderem die Hofdame Thora van Loon-Egidius als Vertreterin der Königin, Minister Syb Talma und Wilhelmus Frederik van Leeuwen als Kommissar der Königin anwesend waren. Die Ausstellung wurde offiziell durch die Frau des Bürgermeisters Antonie Röell, Anna Adriana barones de Vos van Steenwijk, eröffnet. Weitere öffentliche Aufmerksamkeit erhielt die Ausstellung durch die Besuche von Königin Wilhelmina am 15. Mai und 16. August.
In der Tradition der Weltausstellungen wurden „mit einem durchdachten Mix aus Wissen und Unterhaltung, wie Statistiken, historischen Ausstellungen und Partyabenden“ vom 2. Mai bis 1. Oktober 1913 „auf dem Ausstellungsgelände und in den großen Sälen die Fortschritte in der Stellung der niederländischen Frau einem breiten Publikum sichtbar gemacht“. Wie auch in zeitgenössischen Museen üblich, wurden auf dem Ausstellungsgelände Speisen und Getränke angeboten. Die Besucher konnten sich zu den Themen Frauenwahlrecht, Bildung, Statistik, Kolonien, Sozialarbeit, Hygiene und Krankenpflege, Heimarbeit und in der groß angelegten historischen Abteilung informieren. Im Ausstellungszeitraum wurden im Konferenzsaal insgesamt 51 Vorträge zu aktuellen Themen der Frauenbewegung gehalten. Neben Niederländerinnen sprachen auch bekannte internationale Feministinnen wie die Amerikanerin Carrie Chapman Catt, Präsidentin der International Alliance of Women. Außer dem Katalog gab es das Ausstellungsmagazin De Vrouw, das als offizielles Organ der Ausstellung in 16 Ausgaben über aktuelle Veranstaltungen informierte.
Neben dem Hauptausschuss wurde die Gestaltung der einzelnen Themengebiete durch 24 Unterausschüsse geplant und ausgeführt.

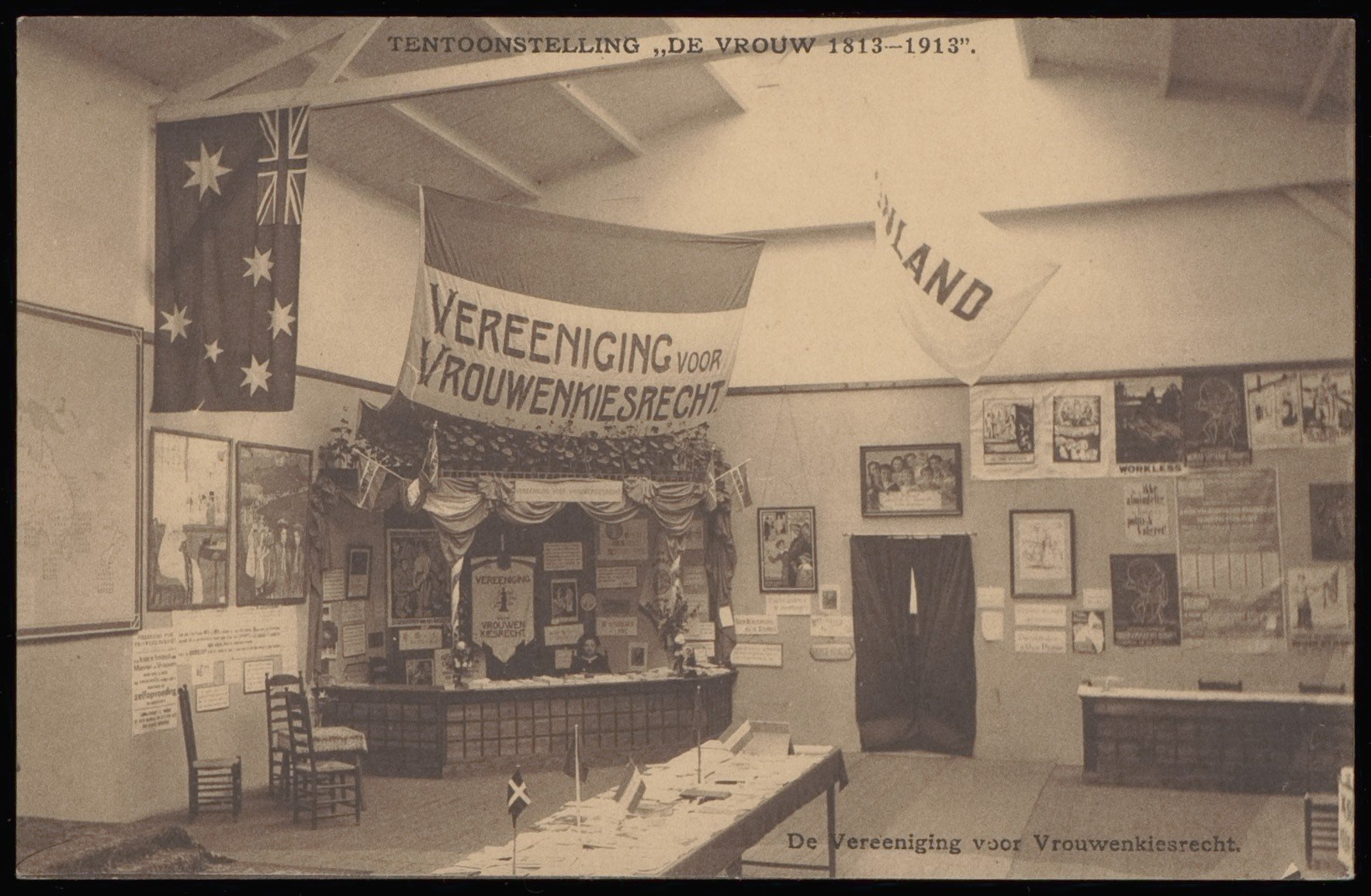
Raum des VvVK

- Einen eigenen Raum hatte die Vereinigung für Frauenwahlrecht (VvVK), in dem sie über die Entwicklung der Frauenrechte informierte und für das Frauenstimmrecht warb.[3] Abwechselnd wurden dort Vorträge von der Vereinigung für Frauenwahlrecht, dem Niederländischen Bund für Frauenwahlrecht und der Männervereinigung für Frauenwahlrecht gehalten. Auch prominente internationale Feministinnen wie Carrie Chapman Catt und Anna Howard Shaw besuchten die Ausstellung.
- Der Unterausschuss für Literatur und Theater unter dem Vorsitz von Carry van Bruggen gab in seiner Abteilung mit Büchern und Porträts einen Überblick über die Arbeit moderner niederländischer Schriftstellerinnen und Schauspielerinnen. Zudem fanden Vorträge und Theateraufführungen statt.[4]
- Für die Ausstellung wurden zwei Häuser eingerichtet, die die Einrichtung 1813 und 1913 gegenüberstellten. Das „Het Huis 1913“ entwarf Margaret Staal-Kropholler unter ihrem Pseudonym „Greta Derlinge“ als ein Schauobjekt für modernes Design. Sie stattete es mit den zeitgenössischen technischen Errungenschaften wie Gas, Elektrizität und elektrischer Heizung aus, außerdem mit einem Schreibtisch auch für die Hausherrin.[6]

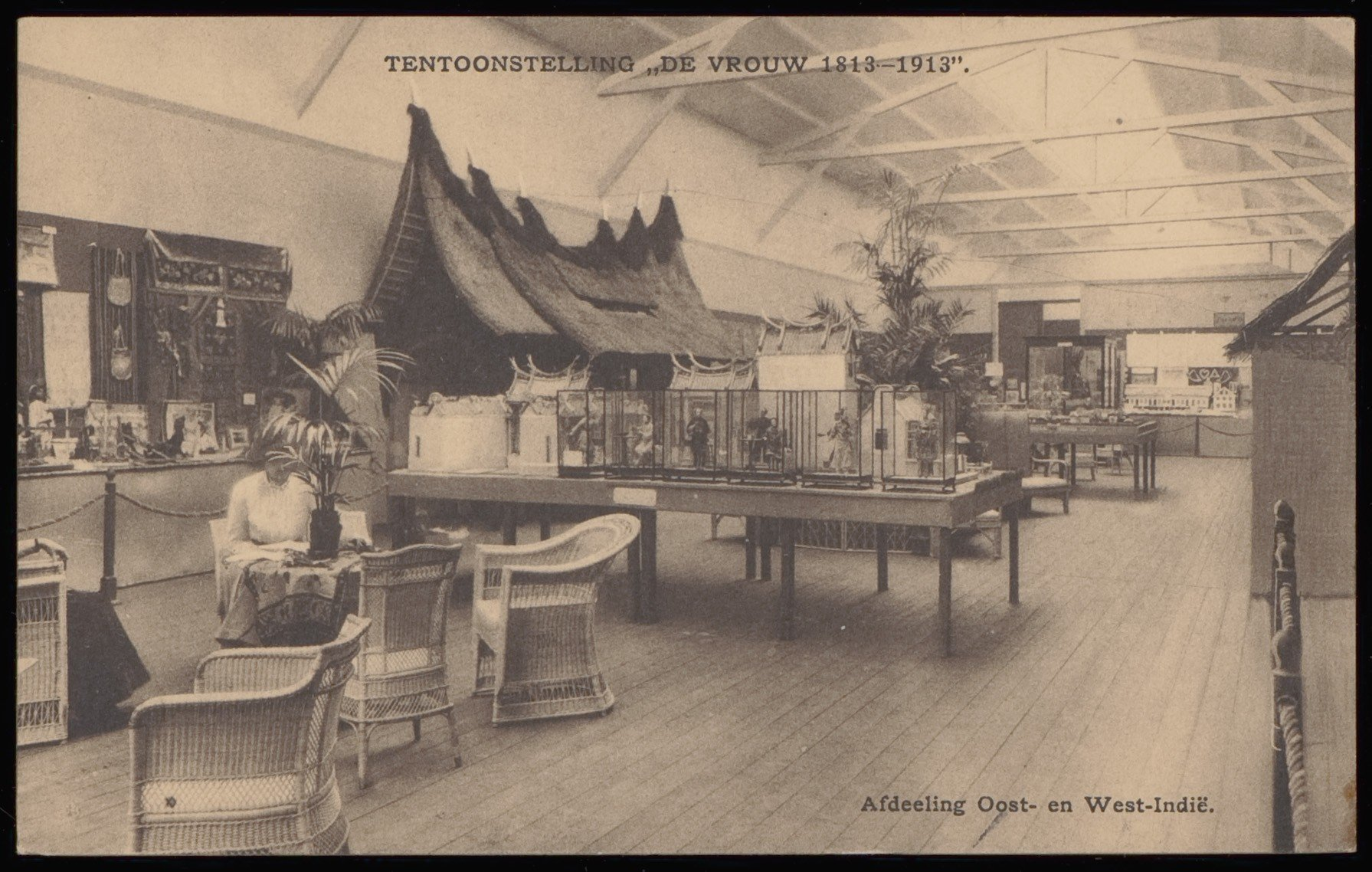
Abteilung „Ost- und Westindien“

- Die Einrichtung einer Sektion Koloniales Leben wurde erst spät in die Planung aufgenommen. In der Ausstellung waren ein indonesisches Haus und ein Raum mit Produkten weiblicher Arbeit aus den Kolonien zu sehen.[3] Anlässlich der Ausstellung wurde Van Vrouwenleven, 1813–1913. Ontwikkelingsgang van het leven en werken der vrouw in Nederland en de koloniën von Anna van Hogendorp veröffentlicht, das Beiträge von Jeltje de Bosch Kemper, M. W. Maclaine Pont und V. C. van der Meer van Kuffeler enthielt.

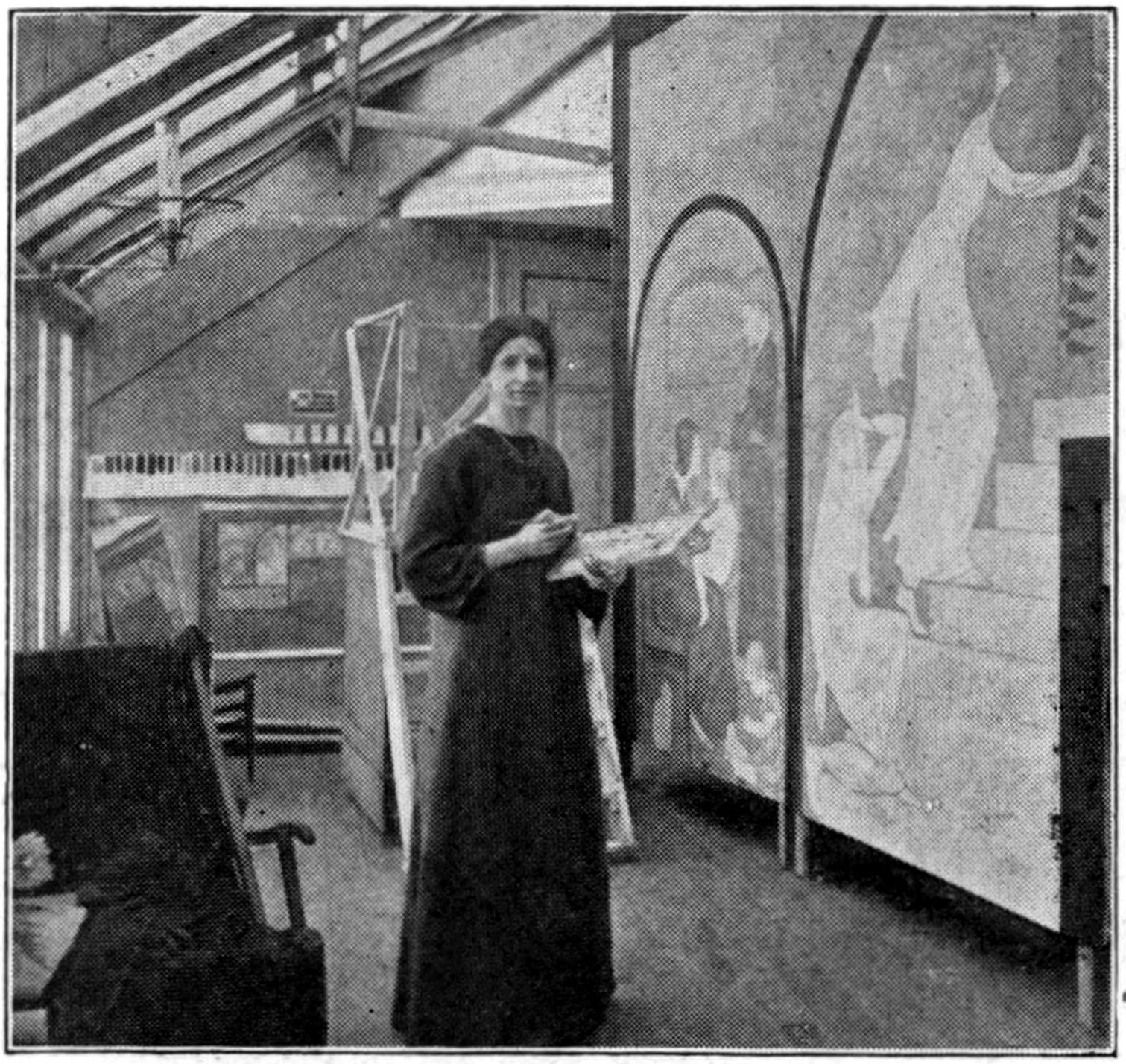
Entwurf von W. C. Drupsteen zu den Wandgemälden
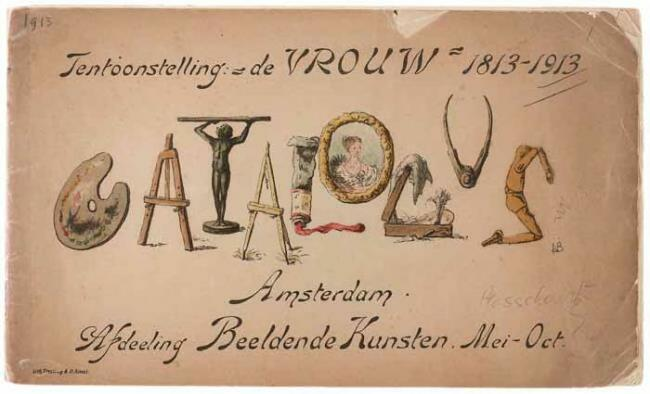
Entwurf von Nelly Bodenheim

- Die Sektion Bildende Kunst wählte neben Werken von Frauen in der Kunstgeschichte um 1813 auch Beispiele für die Kunst von Frauen aus ihrer eigenen Zeit. Ein Ausschuss suchte dazu aus den 667 eingereichten Werken von Künstlerinnen aus dem gesamten Land 357 Stücke von 181 Frauen aus, darunter 29 Skulpturen. Für einzelne Werke wurden Medaillen vergeben. Sämtliche Dekorationen und Werbearbeiten für die Exponate wurden von Künstlerinnen angefertigt.[2] Wilhelmina Drupsteen entwarf das Werbeplakat Violett und Grün, das prämiert und auch als Cover des Ausstellungskatalogs gewählt wurde. Mit daran befestigten Kordeln konnte das Buch wie eine Damenhandtasche getragen werden.[2] Auch die Entwürfe für die Wandgemälde der Eingangshalle des zentralen Ausstellungsraumes stammten von Drupsteen, die vom Gedicht Gebroken kleuren („Gebrochene Farben“) von Henriette Roland Holst inspiriert waren.[7] Nelly Bodenheim gestaltete die Titelseite des Katalogs der Abteilung Bildende Kunst. Sie verwendete dazu Bilder, um die Buchstaben des Wortes „Katalog“ darzustellen.[8] Die einzelnen Bilder stellten die verschiedenen Kunstformen dar, die niederländische Frauen ausübten.[4]

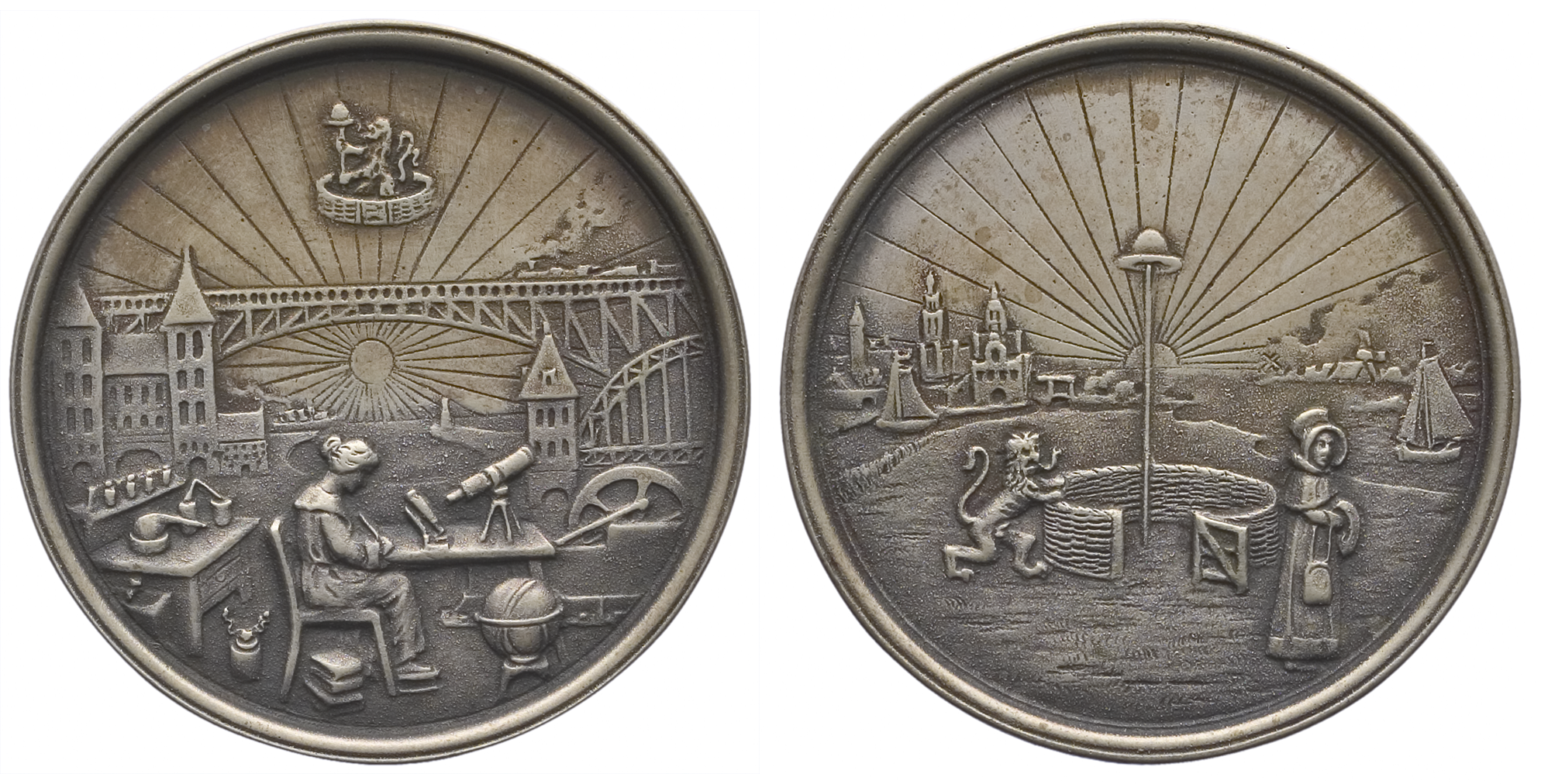
Silbermedaille

Beteiligte Künstlerinnen waren unter anderem:
- Henriëtte Addicks: Gemälde
- Ans van den Berg: Gemälde, Silbermedaille
- Louise Beijerman: Bildhauerarbeiten, Medaille der 3. Klasse in der Bildhauereiabteilung
- Wilhelmina Böhl: Gemälde
- Rachel van Dantzig: Skulptur, Medaille 1. Klasse
- Hendrika van Gelder
- Bertha van Hasselt: Gemälde[9]
- P. van Heerdt tot Eversberg-Quarles van Ufford: Gemälde[10]
- Anna Kerling: Gemälde[11]
- Berhardina Midderigh-Bokhorst: Gemälde
- Charlotte Pothuis: Gemälde[12]
- Eva Emmelina Seelig: Gemälde[13]
- Margaret Staal-Kropholler: Innendekoration von Het Huis 1913 auf der Ausstellung
- Saar de Swart: Skulptur[14]
- Marie Robert-Jansen: Gemälde, Medaille 1. Klasse
- Hillegonda Henriëtte Tellekamp
- Bas van der Veer: Gemälde
- Betsy Westendorp-Osieck: Gemälde, Silbermedaille

Neben der Vereinigung für Frauenwahlrecht (VvVK) beteiligte sich auch andere Organisationen, darunter die Tuinbouwschool Huis te Lande (Gartenbauschule für Mädchen). Die Schule gewann bei der Ausstellung mehrere Preise.

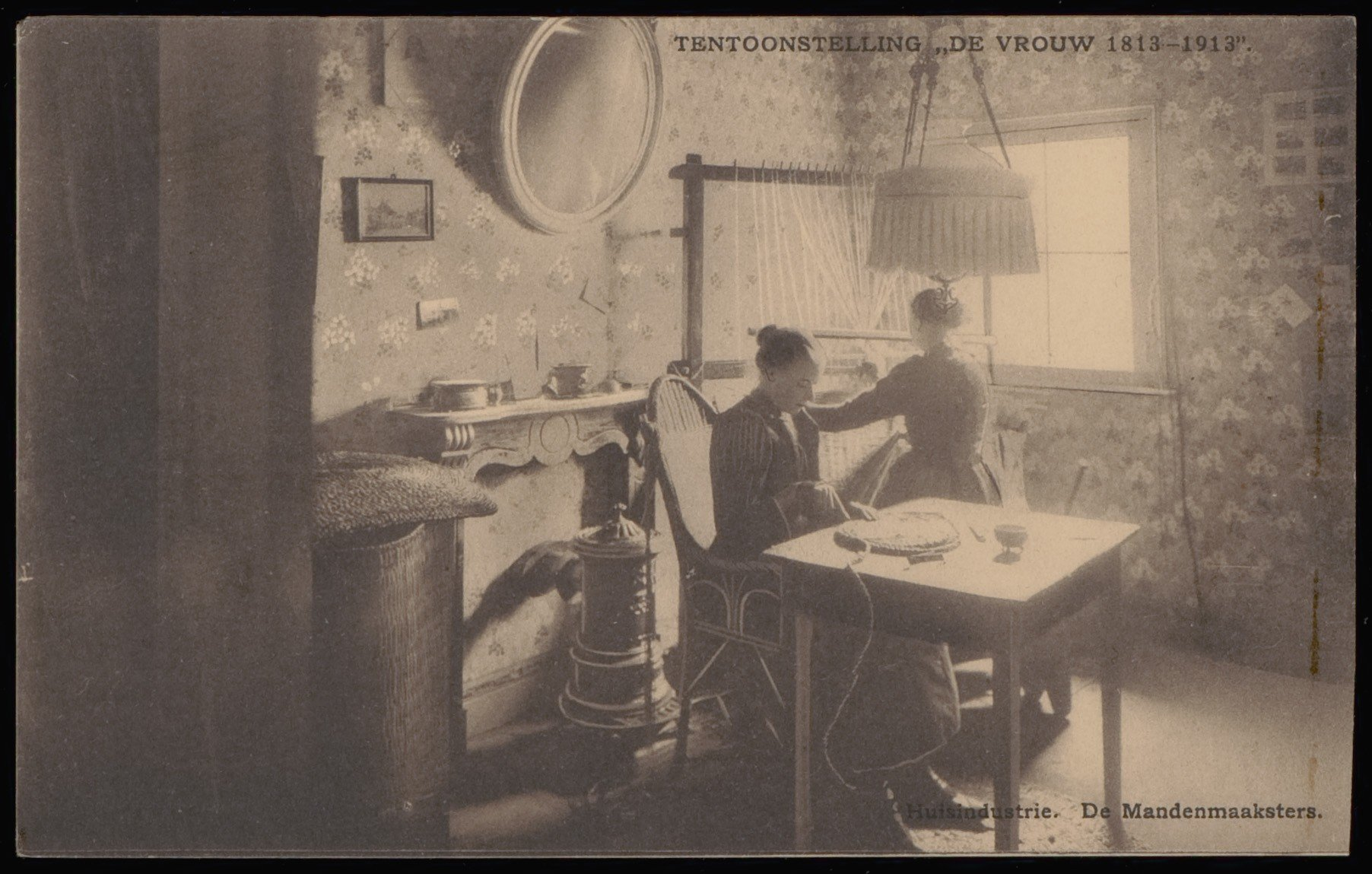
Heimarbeit: „Korbmacherinnen“
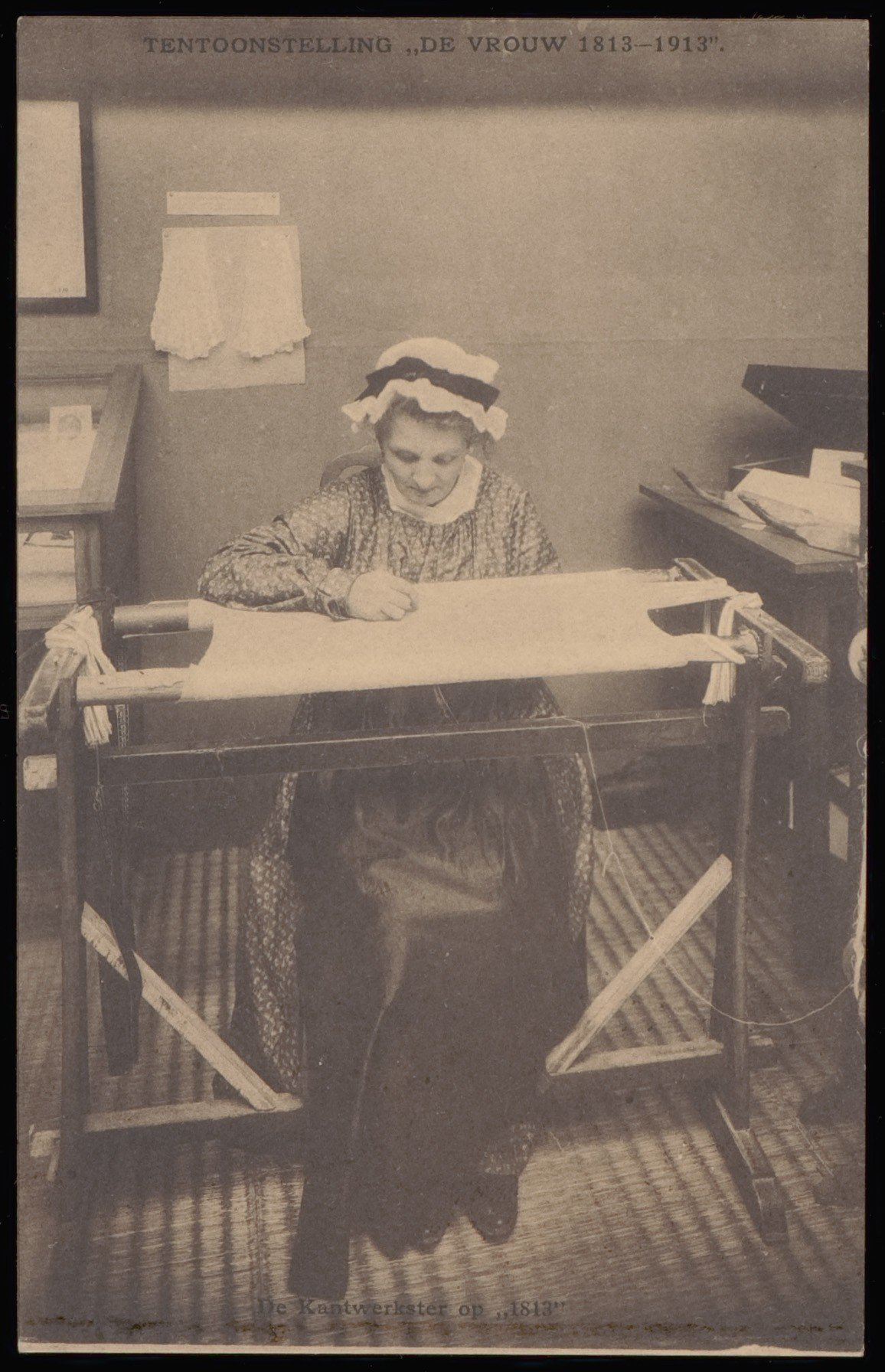
Heimarbeit 1813
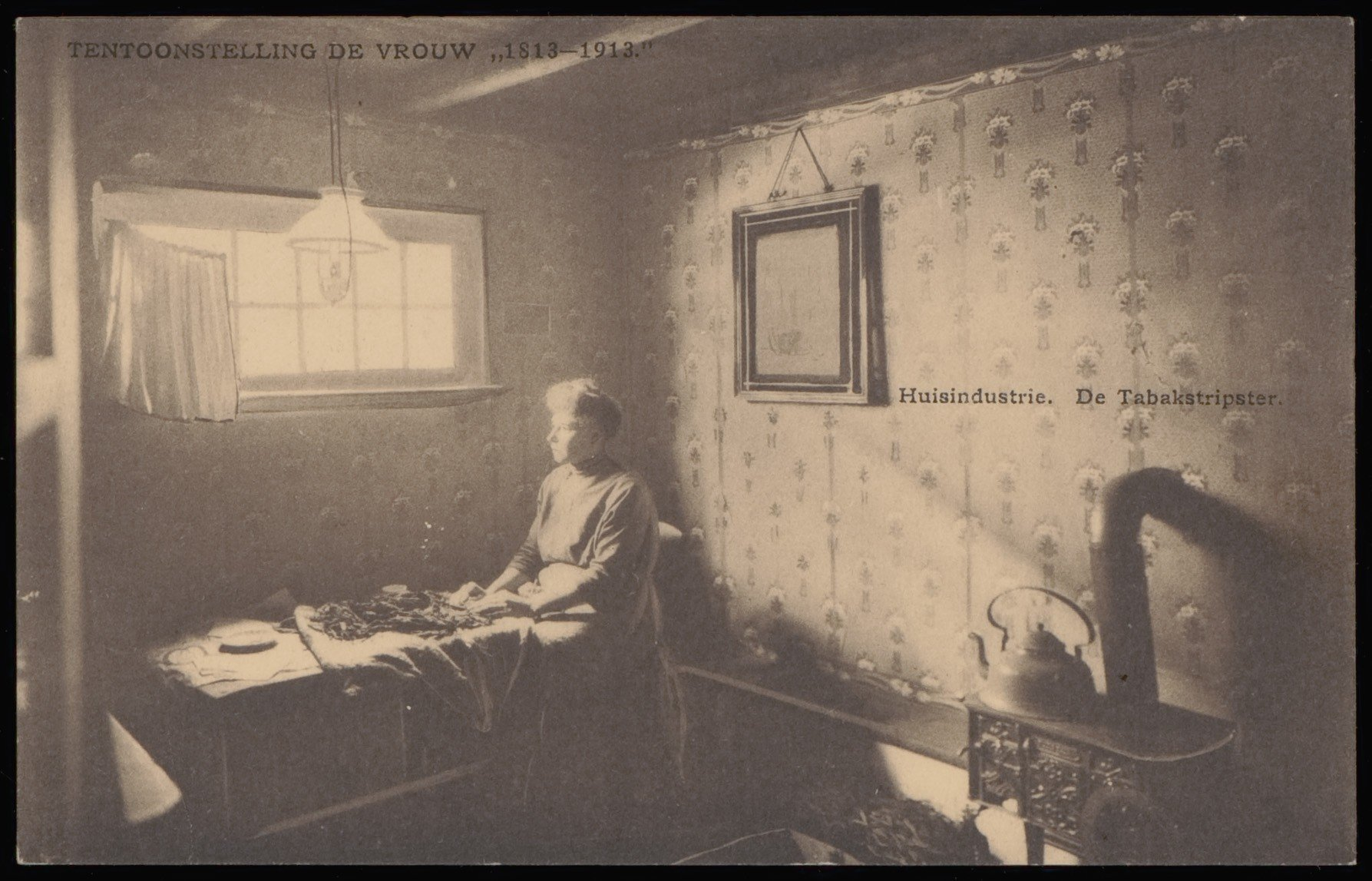
Heimarbeit: „Tabakverarbeitung“
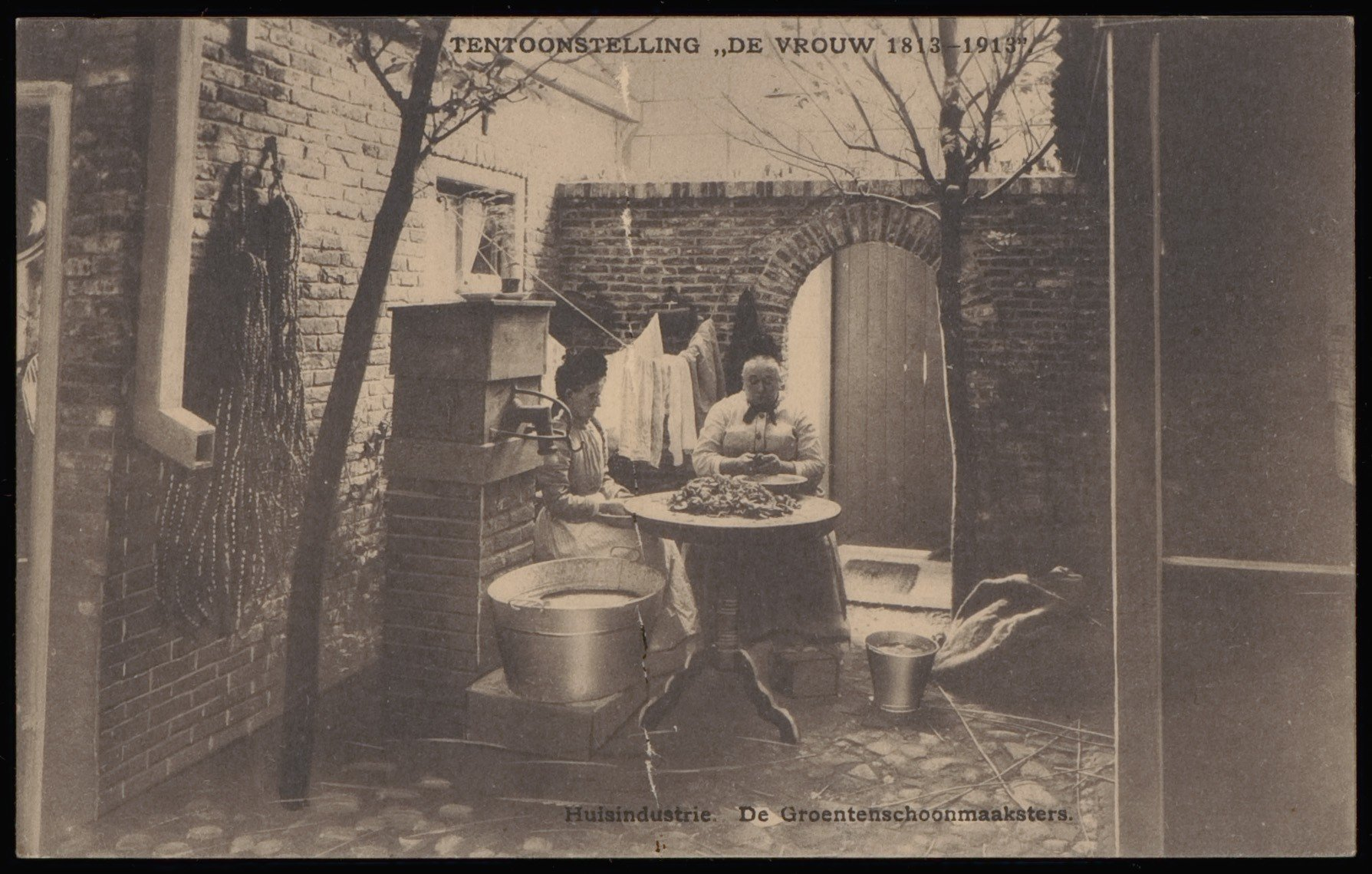
Heimarbeit: „Gemüseputzerinnen“
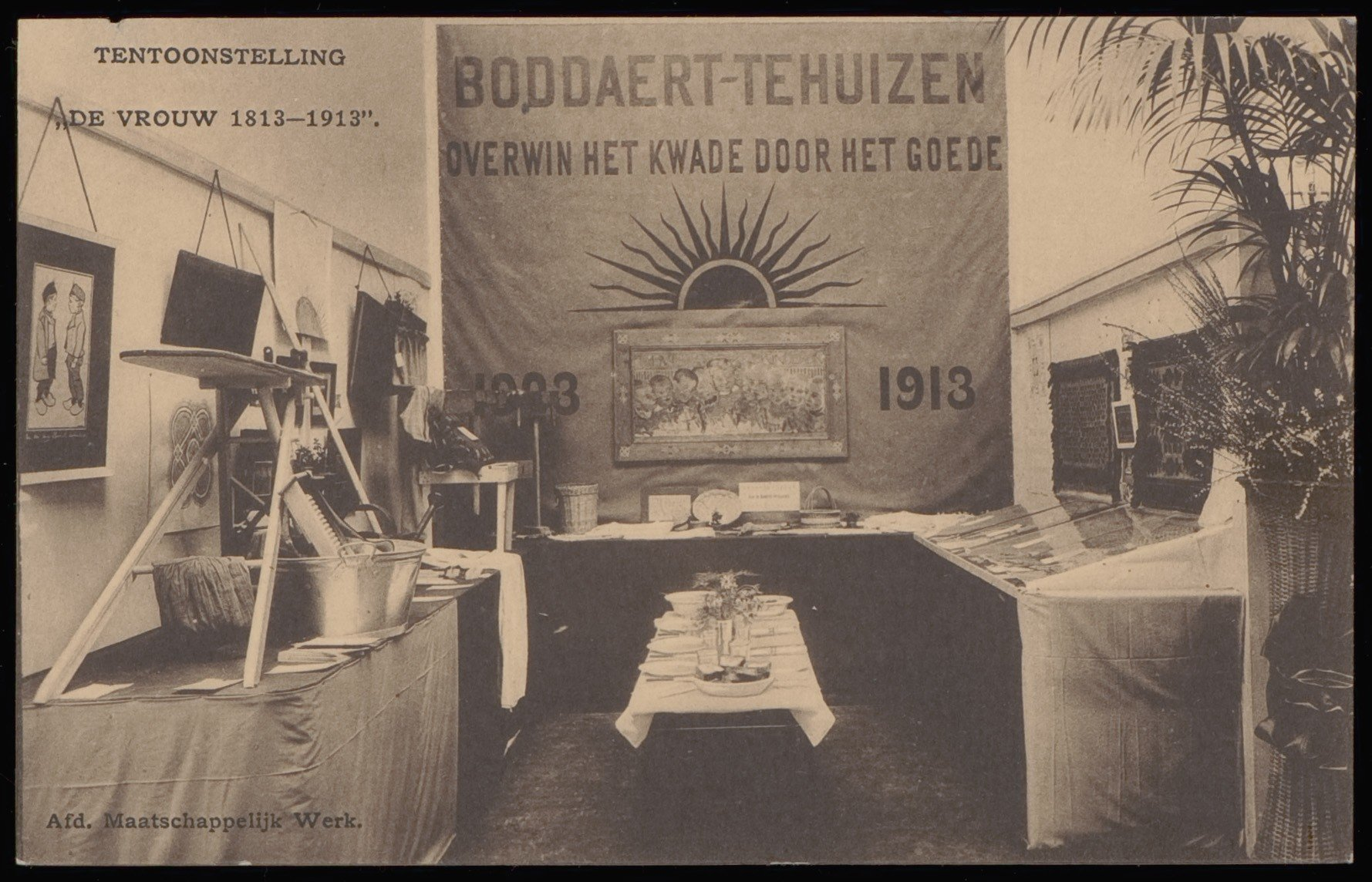
Ausstellung „Soziale Arbeit“

## Ausschüsse
Es wurden 24 Unterausschüsse gebildet, darunter
- Banken- und Bürosektor: Clara Meijers (Vorsitzende), Maria Bouwmeester
- Bildende Kunst: Thérèse Schwartze (Präsidentin), Jo Schreve-IJzerman (Vizepräsidentin), Agnieta Gijswijt (Schatzmeisterin), Hendrika van der Pek (Sekretärin), Lizzy Ansingh, Nelly Bodenheim, Jacoba van Heemskerck, Geesje Mesdag-van Calcar, Suze Robertson, Georgine Schwartze und Marie Wandscheer. Der Unterausschuss war hauptsächlich für die Organisation einer Ausstellung und die Auswahl der eingereichten Werke verantwortlich, war aber auch an der Bewertung des Designwettbewerbs für ein Plakat beteiligt. Nelly Bodenheim hat den Entwurf für den Katalog der Abteilung Bildende Kunst entworfen.

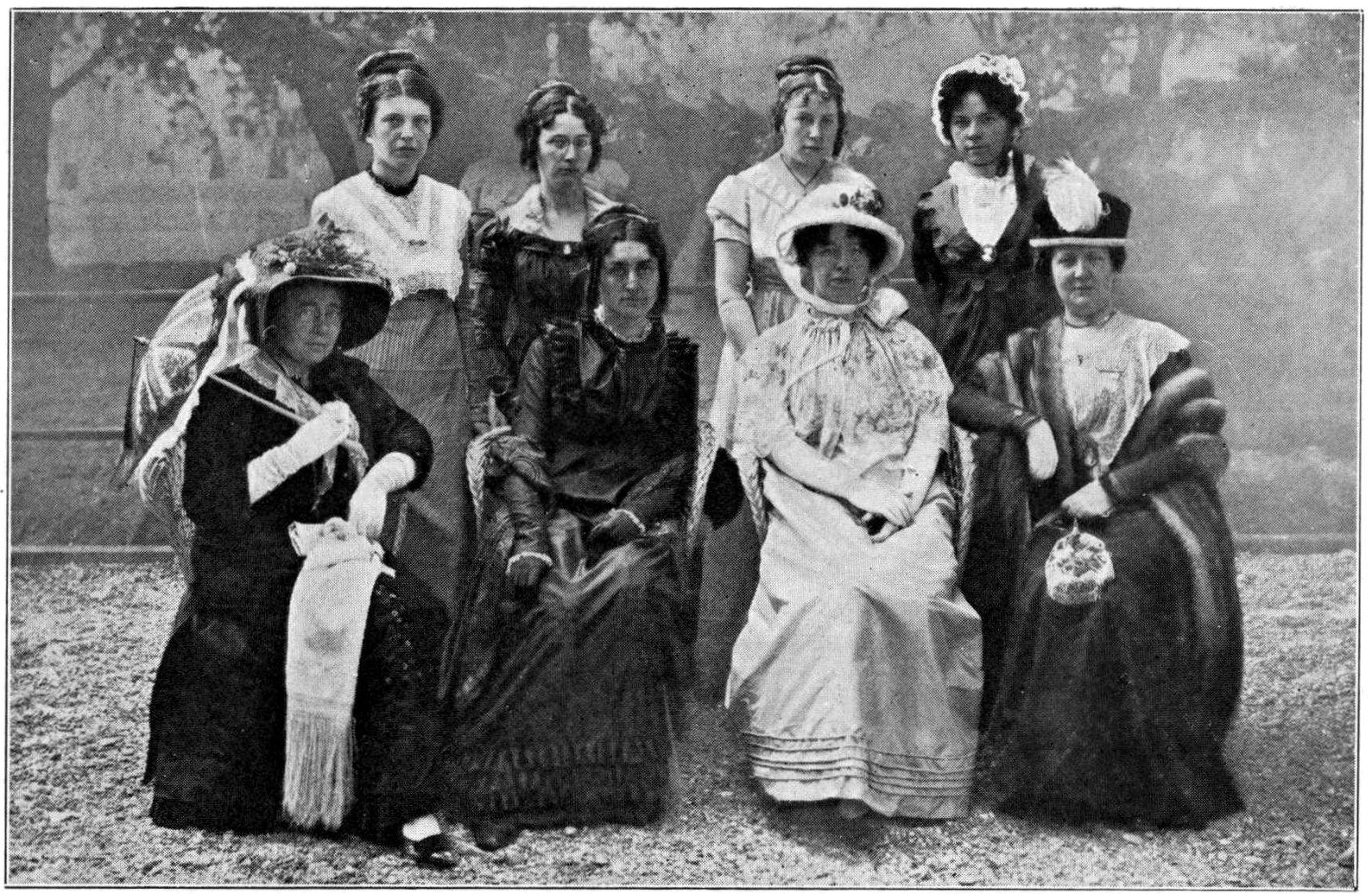
Mitglieder des Historischen Komitees in Kostümen von 1813

- Historische Kommission: Frau J. Overvoorde-Gordon (Präsidentin), Dinah Kohnstamm, Annie Posthumus, J. M. Sterck-Proot, S. M. Ferman, R. J. van Oven, Frau C. M. Lely, R. de Balbian Verster-Bolderhey
- Geschichte: Johanna Naber, Nelly Bodenheim, Wilhelmina Drupsteen, Dinah Kohnstamm, Cato Neeb, Greet te Winkel. Diese Kommission hatte die Aufgabe, ein Bild vom Leben der Frauen im Jahr 1813 zu liefern.
- Kinderliteratur: Ida Heijermans (Vorsitzende), Suze Groshans, H.G. Gunning-de Vries, Annie Gebhart, H.A. Heijermans, Nienke van Hichtum, Nellie van Kol, Nelly Bodenheim, Rie Cramer und Berhardina Midderigh-Bokhorst
- Literatur und Theater: Carry van Bruggen (Präsidentin), Marie Elise Loke (Vizepräsidentin), Annie Salomons (Schatzmeisterin), Cornelia Serrurier (Sekretärin), Caroline van Dommelen und Annie Oppenheim.

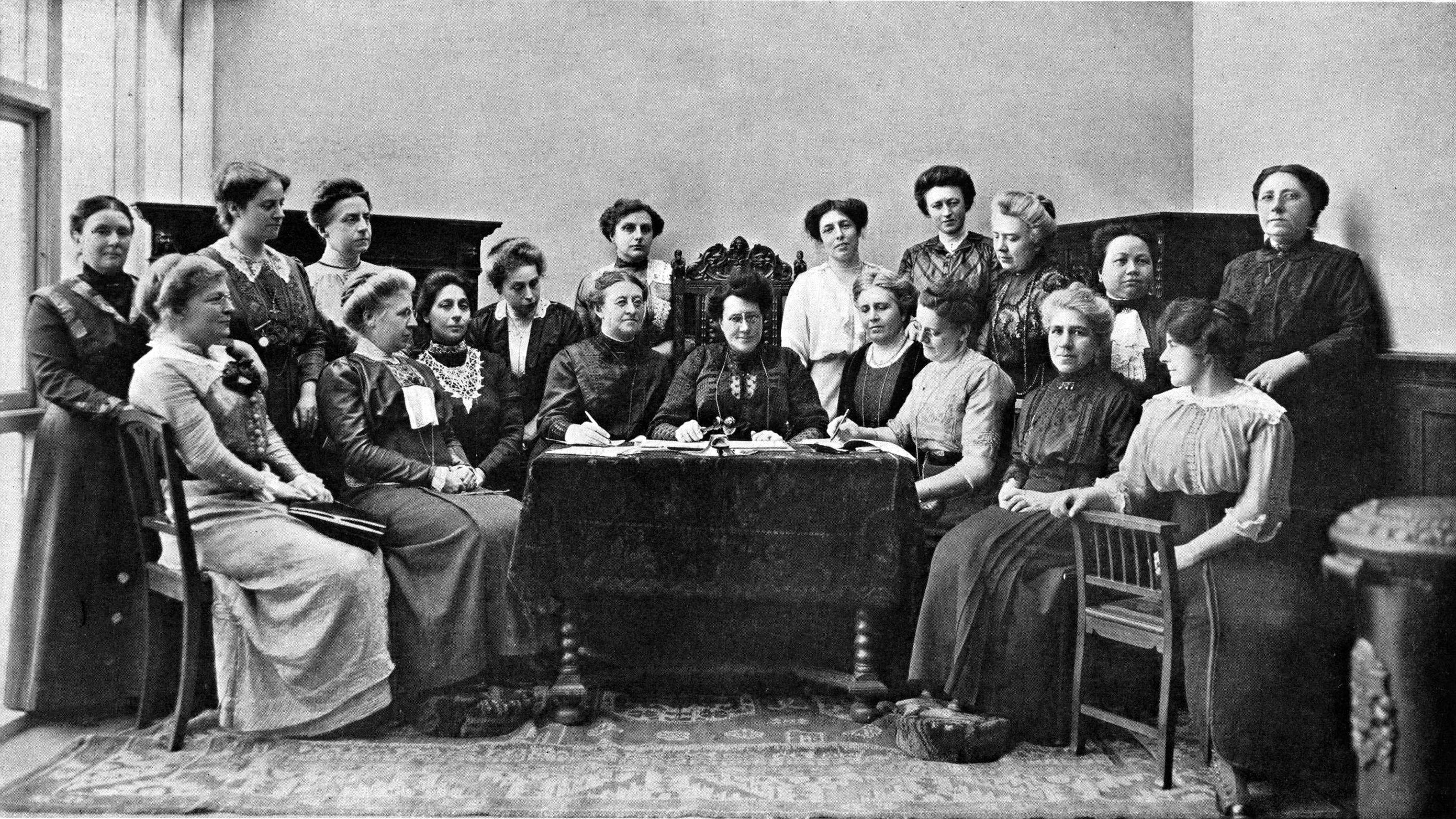
Ausschuss Kolonien

- Kolonien: H. E. Kasteleyn-Beyerinck (Präsidentin), N. van Zuylen-Tromp (Vizepräsidentin), J. M. Trouw-Gunning (Schatzmeisterin), M. L. van Vollenhoven-Rochussen (Sekretärin), C. Delfos-van der Linde, E. van Deventer-Maas, J. van der Schuijt, J. S. R. Baerveldt-Haver, J. Schuurbecque Boeye, Frau Ginjoolen-Bakker, H. B. de la Bassecour Caan, H. G. de Booy-Boissevain, E. D. de Visser-Quanjer, E. C. van Buuren-du Mosch, F. J. Vattier Kraane-Daendels, E. M. de Jong van Beek en Donk-Stern, G. J. D. Baelde-Schaap, Frau Hissink-Liddell, Frau Hesselberg
- Ausbildung
- Wissenschaft, Spiele und Sport: Jeanne van den Bergh van Eysinga-Elias
- Angewandte Kunst: Margaretha Verwey (Vorsitzende), Alise Monnickendam-Mouzin (stellvertretende Vorsitzende), R. Dorfmeijer (Sekretärin), Gerarda Rueter-de Lang (Schatzmeisterin), Bertha Bake, Tjeerdtje Slothouwer, Françoise Baanders-Fockema, Louise Wildt